# Saint-Privat-de-Champclos
 Saint-Privat-de-Champclos  es una población y comuna francesa, situada en la región de Languedoc-Rosellón, departamento de Gard, en el distrito de Alès y cantón de Barjac.

## Demografía
| 210 | 173 | 173 | 189 | 212 | 203 |
| Para los censos de 1962 a 1999 la población legal corresponde a la población sin duplicidades (Fuente: INSEE [Consultar]) |     |     |     |     |     |